# Bronwyn
Bronwyn oder Bronwen ist ein weiblicher Vorname.

## Herkunft und Bedeutung
Der Name wird in der Form Bronwen vor allem im Walisischen verwendet, während die Schreibweise Bronwyn insbesondere in Australien und Neuseeland beliebt ist. Er wird gebildet aus den Wortelementen bron (Brust) und gwen (weiß, gesegnet, gerecht, fair).
Die Verkleinerungsform lautet Bron.

## Bekannte Namensträgerinnen

### Bronwyn
- Bronwyn Bishop (* 1942), australische Politikerin
- Bronwyn Eagles (* 1980), australische Hammerwerferin
- Bronwyn Hayward, neuseeländische Klimawissenschaftlerin
- Bronwyn Lloyd Jones alias Eve Libertine, Sängerin der Punkband Crass
- Bronwyn, fiktionale Figur aus der Serie Der Herr der Ringe: Die Ringe der Macht
- Bronwyn Thompson (Ruderin) (* 1973), australische Ruderin
- Bronwyn Thompson (Leichtathletin) (* 1978), australische Weitspringerin

### Bronwen
- Bronwen Hughes (* 1967), kanadische Filmregisseurin, Produzentin und Drehbuchautorin
- Bronwen Knox (* 1986), australische Wasserballspielerin
- Bronwen Thomas (* 1969), kanadische Freestyle-Skierin
- Bronwen Wallace (1945–1989), kanadische Schriftstellerin und Dokumentarfilmerin